# Myomorpha
Myomorpha са голям подразред Гризачи. Включва 1137 вида мишеподобни бозайници, които съставляват около четвърт от видовото многообразие на бозайниците. Групата е обединена от сходствата в устройството на челюстите и кътните зъби. Myomorpha обитават всички континенти с изключение на Антарктида. Представителите са активно предимно през нощта и консумират семена.

## Класификация
- Надсемейство Muroidea
  - Семейство Platacanthomyidae
  - Семейство Spalacidae
  - Семейство Calomyscidae
  - Семейство Nesomyidae
  - Семейство Cricetidae
  - Семейство Muridae
- Надсемейство Dipodoidea
  - Семейство Dipodidae – Тушканчикови